# Mahieu le Juif
Mahieu le Juif était un trouvère français. Si l'on en croit ses chansons - mais seules deux ont survécu - il était converti du judaïsme au christianisme. Il a été confondu avec Mahieu de Gant mais le manuscrit qui contient leurs œuvres les distingue bien l'un de l'autre. 
Sa chanson la plus populaire, Par grant franchise, a été très largement copiée et elle se trouve aujourd'hui dans douze chansonniers , dont un en occitan. C'est probablement le sujet fascinant de la chanson qui explique sa popularité. Mahieu avait abandonné sa foi dans le judaïsme pour celle de sa dame chrétienne. S'attendant à recevoir des éloges, il fut ridiculisé. La mélodie de cette chanson survit dans de nombreuses variantes, toutes d'une structure simple et resserrée. Il existe une similarité intertextuelle entre une pièce du troubadour Albertet de Sisteron et Par grant, mais on ne saurait attribuer une influence de l'un à l'autre dans quelque sens que ce soit. Alfred Jeanroy cependant pensait que le trouvère a été influencé par le troubadour. 
L'autre chanson de Mahieu, Pour autrui movrai, se réfère également à sa judaïté mais elle ne fut pas aussi populaire . 